# Galtellì
Galtellì (en sard, Garteddì) és un municipi italià, dins de la província de Nuoro. L'any 2007 tenia 2.471 habitants. Es troba a la regió de Baronia Limita amb els municipis de Dorgali, Irgoli, Loculi, Lula, Onifai i Orosei.

## Administració
| Període | Identitat  | Partit        |
| ------- | ---------- | ------------- |
| 2005-   | Renzo Soro | Llista Cívica |

## Personatges il·lustres
- Angelo Rojch, president de Sardenya el 1982-1984.